# Pi Toong
Pi Toong là một xã thuộc huyện Mường La, tỉnh Sơn La, Việt Nam.
Xã có diện tích 50,06 km², dân số năm 2007 là 5.724 người, mật độ dân số đạt 114 người/km².